# Volodymyr Sterlyk
Volodymyr Ivanovytj Sterlyk (på ukrainsk: Володимир Иванович Стерлик) (født 15. oktober 1940 i Poltava) er en ukrainsk tidligere roer og dobbelt europamester i roning.

## Rokarriere
Sterlyk var med i Sovjetunionens otter, der ved EM i 1963 vandt sølv. Han var også med i båden ved OL 1964, hvor Sovjetunionen blev nummer fem. Samme år blev det igen til EM-sølv for Sterlyk og hans båd, mens han ikke var med ved de to følgende europamesterskaber. Til gengæld var han med til at vinde EM-guld i firer uden styrmand i 1965, VM-sølv i firer uden styrmand i 1966 og EM-guld i firer med styrmand i 1967 for Sovjetunionen.
Ved OL 1968 i Mexico City var han igen med i otteren, hvis besætning derudover bestod af Zigmas Jukna, Antanas Bagdonavičius, Vytautas Briedis, Aleksandr Martysjkin, Valentyn Kravtjuk, Juozas Jagelavičius, Viktor Suslin og styrmand Jurij Lorentsson. Båden blev nummer tre i indledende heat og derpå nummer to i opsamlingsheatet, hvilket sikrede plads i A-finalen. Her var Vesttyskland hurtigst og fik guld foran Australien, men den sovjetiske båd sikrede sig bronze.
Sterlyk var med til at vinde sin tredje EM-sølvmedalje i otteren i 1969, og i 1971 var han med til at vinde EM-bronze i firer med styrmand. Hans sidste store internationale stævne var OL 1972 i München, hvor han med fireren med styrmand var med til at blive nummer firer.

## OL-medaljer
- 1968:  Bronze i otter